# Vianney Piveteau
Vianney Piveteau est un linguiste français né en 1953 à La Roche-sur-Yon (Vendée).
C'est en outre un auteur d'expression poitevine-saintongeaise, dans une de ses variantes poitevines de Vendée, celle de l'ouest du marais poitevin.

## Biographie
Linguiste et psychanalyste, il a écrit une thèse à l'Université de Haute Bretagne : Des Rapports du sujet à une langue et de son action sur elle. Logique du patois et pathetique de diglotte (1994).
Il a publié en 1996 le premier dictionnaire « Français - Poitevin-Saintongeais / Poitevin-Saintongeais - Français ». Il s’était inscrit dans une démarche de promotion active de la langue poitevine-saintongeaise (ou parlanjhe) dès la fin des années 80. Il a participé plus tard, avec l'UPCP, à établir la graphie référentielle de cette langue. On l’a volontiers placé dans la lignée de l’abbé Charles-Claude Lalanne, lequel avait écrit en son temps un glossaire du patois poitevin.
Le dictionnaire est depuis 2001 consultable en ligne.

## Œuvre
- Bernadette Bidaud et Vianney Piveteau, Erindes (pouèmes), illustré par Xavier Rochereau et Dominique Gauvrit, Éditions Arentèle, 1982.
- Écrivajhes 1874-1984, anthologie en poitevin-saintongeais, Textes réunis et présentés par Vianney Piveteau, 1985.
- Des Rapports du sujet à une langue et de son action sur elle. Logique du patois et pathetique de diglotte, thèse, 1994.
- Dictionnaire du poitevin-saintongeais, Geste éditions, 1996, 489 pages[4]
- Dictionnaire français-poitevin-saintongeais, 2e éd. chez le même, 2006, 780 pages

## Traduction
- La Madone à la fourrure de Leopold von Sacher-Masoch, nouvelle traduction de et annotée par Vianney Piveteau, postface cosignée avec Jean Allouch, Paris, Éditions Epel, 2011

## Publications
- A l'Orée du lexique, Ornicar?, 1983, n° 26/27. - pp. 199–202
- Parlange marouin. Lexique poitevin-français du parler de Triaize, St-Michel-en-l’Herm, l’Aiguillon-sur-Mer, Étuderies, 1987, 46 pages
- La Question graphique: patois et écriture, graphie normalisée du poitevin, 1988, 20 pages
- Maudit patois: le poitevin vu par les Érudits locaux, 1988, 20 pages
- Le Patois: langue déchet, Étuderies, 1989, 18 pages[5]

## Étymologie
Piveteau en parlanjhe est dit et noté Pivetea.